# رحمان عموزاد
رحمان عموزاد خلیلی (زادهٔ ۲۶ تیر ۱۳۸۱) کشتی‌گیر آزادکار اهل ایران است. 
وی در ردهٔ نوجوانان دو بار قهرمان آسیا و دو بار قهرمان جهان شده است. و در ردهٔ جوانان نیز یکبار قهرمان جهان شده است. وی در مسابقات قهرمانی کشتی آسیا ۲۰۲۲ با پیروزی در برابر باجرانگ پونیا دارنده مدال‌های نقره و برنز جهان و برنز المپیک توکیو برای اولین بار توانست در رده بزرگسالان قهرمان شود. او همچنین در مسابقات قهرمانی کشتی جهان ۲۰۲۲ توانست با شکست یانی دیاکومیهالیس نماینده آمریکا در فینال، قهرمان جهان شود.

## فعالیت کشتی

### نوجوانان
عموزاد در انتخابی تیم ملی نوجوانان ایران سال ۲۰۱۸ که در سیرجان برگزار می‌شد، به عنوان نمایندهٔ مازندران شرکت کرد و به مقام سوم دست یافت. او سپس در اردوی تیم نوجوانان شرکت کرد و برای حضور در مسابقات قهرمانی آسیا در این رده انتخاب شد. وی در قهرمانی آسیا ۲۰۱۸ در تاشکند با شکست دادن تمامی رقبا به عنوان نخست دست یافت. عموزاد در همان سال موفق شد در زاگرب عنوان نخست دستهٔ ۴۵ کیلوگرم قهرمانی نوجوانان جهان را به دست بیاورد. او در این تورنمنت ۴۷ امتیاز کسب کرد و فقط یک امتیاز از دست داد.
وی توانست عنوان قهرمانی آسیا و قهرمانی جهان خود در سال ۲۰۱۸ را در سال ۲۰۱۹ نیز تکرار کند. او در قهرمانی آسیا در نورسلطان (آستانه) با کسب سه پیروزی قهرمان دستهٔ ۴۸ کیلوگرم شد و سپس در مسابقات جهانی در صوفیه شرکت کرد و توانست با کسب ۳۰ امتیاز و از دست دادن تنها ۵ امتیاز در چهار رقابت خود عنوان نخست را در همین دسته از آن خود کند. عموزاد در مرحلهٔ نیمه‌نهایی پیکارهای جهانی سال ۲۰۱۹ به مصاف استیو پولین آمریکایی رفت و در وقت دوم با اجرای فن «یک دست یک پا» حریف خود را به آسمان برد و در نهایت با امتیاز عالی ۱۲ بر صفر حریفش را شکست داد. این رقابت و شکست حریف آمریکایی در رسانه‌ها و شبکه‌های اجتماعی ایران بازتاب زیادی داشت.
عموزاد به سبب عملکرد درخشان خود در سال ۲۰۱۹، از سوی اتحادیهٔ جهانی کشتی به عنوان بهترین آزادکار نوجوان سال برگزیده شد.

### جوانان
عموزاد در مسابقات قهرمانی کشتی آزاد جوانان جهان ۲۰۲۱ در اوفای روسیه با غلبه بر حریفانش از لهستان، آذربایجان، روسیه و هند به مدال طلا رسید.

### بزرگسالان
۲۰۲۰
عموزاد در سال ۲۰۲۰ به تیم دانشگاه آزاد اسلامی پیوست و زیر نظر علیرضا رضایی، سرمربی این تیم در لیگ برتر کشتی آزاد ایران شرکت کرد. او در دور رفت فصل عادی این مسابقات توانست در وزن ۶۱ کیلوگرم، احسان رنجبر و یونس سرمستی را با امتیاز عالی شکست بدهد.
عموزاد به عنوان قهرمان نوجوانان جهان جواز حضور در مسابقات انتخابی تیم ملی بزرگسالان ایران را به دست آورد و در ۵ نوامبر ۲۰۲۰ (۱۵ آبان ۱۳۹۹) در این رقابت‌ها حضور یافت. او در دستهٔ ۵۷ کیلوگرم ابتدا ۴–۴ به رضا اطری باخت و سپس با توجه به عدم حضور نادر حاج‌آقانیا برنده اعلام شد. وی در رقابت پایانی خود با حساب ۱۰–۸ مغلوب علیرضا سرلک شد و در این دسته عنوان سوم را کسب کرد.
عموزاد در ۶ دسامبر در دور برگشت لیگ برتر در ترکیب تیم دانشگاه آزاد شرکت کرد و توانست رضا خلاقی (فرش ایران) و عرفان جعفریان (استقلال تهران) را شکست بدهد. دانشگاه آزاد نیز توانست به عنوان تیم دوم گروه خود به دور نیمه‌نهایی رقابت‌ها راه پیدا کند. اما عموزاد در دور نهایی لیگ شرکت نکرد، چرا که به عنوان نمایندهٔ ایران در مسابقات جام جهانی انفرادی حضور پیدا کرد.
عموزاد ۱۶ دسامبر در دستهٔ ۵۷ کیلوگرم آزاد به عنوان تنها نمایندهٔ ایران در رقابت‌های جام جهانی انفرادی در بلگراد، صربستان شرکت کرد. او در این تورنمنت شعبان کیزیلتاش از ترکیه، گیوی داویدوی از ایتالیا را با امتیاز فنی عالی و دیامانتینو اونا فافه از گینه بیسائو را با ضربهٔ فنی شکست داد و به نیمه‌نهایی رسید. او در این مرحله به مصاف زائور اوگویف (قهرمان جهان در ۲۰۱۸ و ۲۰۱۹) از روسیه رفت و در حالی که در وقت دوم ۴–۱ عقب بود، ضربهٔ فنی شد و به رقابت سوم–پنجمی رفت. عموزاد با حساب ۴–۰ ولادیسلاو آندریو، نمایندهٔ بلاروس را شکست داد و به عنوان سوم جام جهانی دست یافت.

### قهرمانی جهان ۲۰۲۱
در وزن ۶۱ کیلوگرم رحمان عموزاد در کشتی نخست با نتیجه ۵ بر صفر از سد گمزاتگادزی هالیدوف از مجارستان گذشت. وی در دور بعد مقابل توشیهیرو هاسگاوا دارنده مدال طلای زیر ۲۳ سال جهان از ژاپن با نتیجه ۹ بر ۵ مغلوب شد و با توجه به شکست این کشتی‌گیر در مرحله نیمه نهایی، عموزاد از دور رقابت‌ها کنار رفت.

### قهرمانی آسیا ۲۰۲۲
در وزن ۶۵ کیلوگرم رحمان عموزاد در دور نخست با نتیجه ۱۱ بر صفر مقابل عنایت اله از پاکستان به پیروزی رسید. وی در دور دوم با نتیجه ۹ بر صفر کایکی یاماگوچی قهرمان جوانان جهان از ژاپن را مغلوب کرد و به مرحله نیمه نهایی راه یافت. وی در این مرحله تسوگبادراخ تسیویسورن از مغلوستان را با نتیجه ۶ بر صفر از پیش رو برداشت و راهی دیدار فینال شد. عموزاد در دیدار پایانی در یک دیدار حساب شده با نتیجه ۳ بر ۱ از سد باجرانگ پونیا دارنده مدال برنز المپیک و نقره و برنز جهان از هند گذشت و به مدال طلا دست یافت.

### قهرمانی جهان ۲۰۲۲
در رقابت‌های کشتی آزاد قهرمانی جهان ۲۰۲۲ در بلگراد صربستان، رحمان عموزاد خلیلی نماینده وزن ۶۵ کیلوگرم ایران و دارنده مدال طلای آسیا، در دیدار فینال مقابل یانی دیاکومیهالیس از آمریکا به میدان رفت و در پایان در یک کشتی دیدنی با نتیجه ۱۳ بر ۸ به برتری رسید و با ارائه نمایشی بی‌نظیر صاحب مدال طلای جهان شد. عموزاد در دور نخست برابر جونسیک یون از کره جنوبی با نتیجه ۸ بر یک به برتری رسید. وی در دور بعد نیز برابر اسماعیل موساکایف دارنده مدال برنز جهان از مجارستان با نتیجه قاطع ۶ بر صفر به برتری رسید. وی سپس برابر عادل اوسپانوف از قزاقستان با نتیجه ۱۳ بر ۲ به برتری رسید و راهی نیمه نهایی شد و در این مرحله نیز مقابل حاجی علیف دارنده ۳ طلای جهان و یک نقره و یک برنز المپیک از آذربایجان با اقتدار به برتری ۹ بر ۲ رسید و راهی فینال شد.

### قهرمانی آسیا ۲۰۲۳
در وزن ۶۵ کیلوگرم رحمان عموزاد پس از استراحت در دور نخست، در دور دوم و در مرحله یک چهارم نهایی با نتیجه ۶ بر صفر سنجر مختار از قزاقستان را مغلوب کرد و راهی مرحله نیمه نهایی شد. وی در این مرحله با نتیجه ۲ بر ۱ از سد ریوما آنراکو از ژاپن به پیروزی دست یافت و راهی دیدار نهایی شد. عموزاد در دیدار پایانی با نتیجه ۳ بر ۱ تومور-اچیر تولگا دارنده مدال برنز جهان از مغولستان را از پیش رو برداشت و به مدال طلا دست یافت.

### قهرمانی جهان ۲۰۲۳
در وزن ۶۵ کیلوگرم رحمان عموزاد خلیلی پس از استراحت در دور نخست، در دور دوم با نتیجه ۱۰ بر صفر یانیس مادی از کومور را مغلوب کرد. وی در دور بعد با نتیجه ۱۲ بر صفر استفان کومان از رومانی را از پیش رو برداشت و به مرحله یک چهارم نهایی راه یافت. وی در این مرحله با نتیجه ۷ بر ۴ مقابل نیک لی از آمریکا به برتری دست یافت و راهی مرحله نیمه نهایی شد. عموزاد در این مرحله با نتیجه ۶ بر ۵ مغلوب اسماعیل موساکایف دارنده مدال برنز جهان از مجارستان شد و به دیدار رده‌بندی راه یافت. وی در این دیدار با نتیجه ۸ بر ۶ برابر شامیل ممدوف از روسیه مغلوب و پنجم شد.

### بازی‌های آسیایی ۲۰۲۲
در وزن ۶۵ کیلوگرم رحمان عموزاد در دور اول با نتیجه ۱۲ بر ۶ عباس رحمان‌اف از ازبکستان را از پیش رو برداشت. وی در دور دوم با نتیجه ۲ بر ۱ از سد کایکی یاماگوچی از ژاپن گذشت و راهی مرحله یک چهارم نهایی شد. عموزاد در یک چهارم نهایی با نتیجه ۶ بر صفر مقابل وی باوون از چین به پیروزی رسید و به مرحله نیمه نهایی راه یافت. عموزاد در این دیدار با نتیجه ۸ بر ۱ از سد باجرانگ پونیا دارنده مدال‌های برنز المپیک، و نقره و برنز جهان از هند گذشت و به دیدار نهایی راه یافت. ملی‌پوش ایران در دیدار نهایی به مصاف تومور-اچیر تولگا دارنده مدال برنز جهان از مغولستان رفت که با ضربه فنی و نتیجه ۱۱ بر یک شکست خورد و به مدال نقره رسید.

### قهرمانی آسیا ۲۰۲۴
عموزاد در دور مقدماتی با نتیجه ۴ بر ۲ مقابل الوکبک ژولدوشبیکوف قهرمان آسیا از قرقیزستان به پیروزی رسید .وی در مرحله یک چهارم نهایی با نتیجه ۷ بر صفر سئون هو یو از کره جنوبی و در مرحله نیمه‌نهایی نیز ۱۰ بر صفر عباس رحمان‌اف از ازبکستان را از پیش رو برداشت و به دیدار نهایی راه یافت. عموزاد در دیدار نهایی کشتی را هجومی شروع کرده و خیلی سریع دو امتیاز از تومور-اچیر تولگا گرفت. او در وقت دوم یک امتیاز با اخطار کم‌کاری از دست داد تا نتیجه ۲ بر یک شود. دارنده نشان‌های طلای نوجوانان، جوانان، امید و بزرگسالان جهان با همین نتیجه کشتی را به پایان رساند و مثل سال گذشته صاحب نشان طلای قهرمانی آسیا شد.

### نایب قهرمانی۲۰۲۴ پاریس
در وزن ۶۵ کیلوگرم که ۱۶ نفر حضور دارند، رحمان عموزاد دارنده مدال طلای جهان که در اوج آمادگی به سر می‌برد در دور نخست ابتدا ۸ بر صفر زاین رترفورد قهرمان وزن ۷۰ کیلوگرم ۲۰۲۳ جهان از آمریکا را شکست داد و در دومین مبارزه نیز ۱۱ بر صفر از سد اسلام دودایف کشتی‌گیر روسی‌الاصل آلبانی گذشت و راهی نیمه نهایی شد. ملی پوش ایران در مرحله نیمه نهایی به مصاف اسماعیل موساکایف کشتی‌گیر روسی‌الاصل مجارستان و دارنده مدال طلای جهان رفت و در همان وقت اول حریف خود را با اقتدار و با نتیجه ۱۰ بر صفر شکست داد و فینالیست شد. عموزاد در دیدار پایانی به مصاف کوتارو کیوکا از ژاپن رفت که در یک دیدار نفس‌گیر مغلوب حریف ژاپنی خود شد و با نتیجه ۱۰ بر سه شکست خورد و به نشان نقره المپیک رسید.

## زندگی شخصی
رحمان عموزاد ۲۶ تیر ۱۳۸۱ در خلیل‌شهر محله کشیرخیل، بهشهر، استان مازندران در خانواده‌ای اهل کشتی به دنیا آمد. وی سه برادر و یک خواهر دارد و کشتی را از ۶ سالگی به کمک برادرانش شروع کرد. برادران وی نیز کشتی‌گیر هستند. فرزاد عموزاد، برادر بزرگ‌تر او قهرمان جوانان جهان و سوم آسیا شده است. برادر دوقلوی او محمدعلی و دیگر برادرش فرشاد نیز کشتی‌گیر هستند.

## عناوین و دستاوردها

### انفرادی

#### المپیک
- المپیک ۲۰۲۴ پاریس – ۶۵ ک‌گ

#### قهرمانی جهان
- قهرمانی کشتی جهان بلگراد ۲۰۲۲ – ۶۵ ک‌گ

#### قهرمانی آسیا
- قهرمانی کشتی آسیا اولان‌باتور ۲۰۲۲ – ۶۵ ک‌گ
- قهرمانی کشتی آسیا آستانه ۲۰۲۳ – ۶۵ ک‌گ
- قهرمانی کشتی آسیا بیشکک ۲۰۲۴ – ۶۵ ک‌گ

#### بازی‌های آسیایی
- کشتی بازی‌های آسیایی هانگژو ۲۰۲۲ - ۶۵ ک‌گ

#### سایر
- قهرمانی نوجوانان آسیا ۲۰۱۸ – ۴۵ ک‌گ
- قهرمانی نوجوانان آسیا ۲۰۱۹ – ۴۸ ک‌گ
- قهرمانی نوجوانان جهان ۲۰۱۸ – ۴۵ ک‌گ
- قهرمانی نوجوانان جهان ۲۰۱۹ – ۴۸ ک‌گ
- قهرمانی جوانان جهان ۲۰۲۱ – ۶۱ ک‌گ
- جام جهانی انفرادی کشتی ۲۰۲۰ – ۵۷ ک‌گ
- جام تختی ۲۰۲۱
- یادبود یاشار دوغو ۲۰۲۱
- قهرمانی کشور ایران ۲۰۲۲

#### تیمی
- جام پیروزی نوجوانان ۲۰۱۹
- لیگ برتر ایران ۲۰۲۱
- جام جهانی کشتی ۲۰۲۲

#### شخصی
- بهترین آزادکار نوجوان ۲۰۱۹ (اتحادیه جهانی کشتی)
- ستاره کشتی آزاد جهان ۲۰۲۲ (اتحادیه جهانی کشتی)